# Кугаева
Кугаева — деревня в Тобольском районе Тюменской области России. Входит в состав Овсянниковского сельского поселения.
Ранее село Кугаевское Тобольского уезда. Основано более 400 лет назад тобольским казаком Василием Кугаевским. Первое упоминание о нем относится к 1610 г., в связи с переводом на Верхний посад Тобольска монастыря с левобережья. В Дозорной книге, что составил в 1623 г. сын боярский Михаил Трубчанинов, можно найти такую запись «…за рекою Иртышом в Рождественском Погосте двор Васьки Савина Кугаевского…»
В начале XVIII в. была основана Кугаевская волость.
В 1710 г. в селе Кугаевском 14 дворов. Четыре двора духовных: двор попа Ивана Семенова, дьяка Дмитрия Кремлева, пономаря Никифора Кремлева, двор поповского сына Нефёда Фирсова. В 8 дворах жили казаки Кугаевские и Балины (по 2 двора), Мокеевы, Остафьевы (по 1 двору), тобольский посадский Горбунов (1 двор), посадский Кремлев (1 двор). В последних 2 дворах проживали оброчный бобыль Мирон Костылев и вдова бывшего трапезника Никифора Михайлова. Общая численность населения 84 жителя. 
Путешествующий от Березово до Тобольска в 1740 г. историк Герард Миллер писал, что Кугаевский Погост имеет церковь Рождества Христова и 8 дворов, среди которых 4 – церковных служителей, 2   служилых и 2 – разночинцев. 
В 1839 г. в селе 14 дворов, 122 человека. Жители села Кугаевского занимались земледелием, вязали мережи, изготавливали сошники и топоры. Большинство населения являлись носителями фамилий Кугаевские, Кремлевы, Акуловы. Прозвище жителей села Кугаевского – «гробовщики» (со всего прихода привозили умерших, в церкви отпевали и хоронили на Кугаевском кладбище). 
Торговлей занимался крестьянин Дмитрий Иванович Кугаевский. С 1850 по 1862 гг. он пожертвовал в Кугаевскую церковь множество предметов, среди них серебряную под золотом чашу весом 2 фунта 66 золотников (более 1 кг.). В 1851 г. на его деньги была построена ограда сельской церкви. После его смерти лавкой в Кугаево владел его сын Александр. 
В 1851 г. в селе проживало 377 жителей. В 1868 г. в селе Кугаевском   61 двор, население 398 человек. 
В 1872 г. в с. Кугаево было открыто народное училище, рассчитанное на 49 деревень. С 1896 г. Кугаевском приходском училище преподавала Зоя Яковлевна Королькова, окончившая курс в Тобольской Мариинской женской школе. В 1899 г. обучалось 74 чел.   36 мальчиков и 38 девочек. В 1911 г. в Кугаевском сельском училище преподавала Екатерина Ягодина. 
В 1897 г. в селе Кугаевском 39 дворов, флигель волостного правления и сельское училище с квартирой учительницы. В 1904 г. в селе 41 двор, население 370 человек. В 1912 г. в селе 41 двор, население 339 человек. В Кугаевском находились земская станция, школа, 2 торговых лавки, винная лавка, кузница и волостное правление. В это время в Кугаевскую волость входило 43 деревни, с общим населением 6040 человек. В волости было две церкви и 8 часовен. 
В декабре 1922 г. селе был создан сельский кооператив, который в 1924 г. заготовил 1000 кож, 500 пудов сливочного масла (от 140 сдатчиков), арендовал 3 рыбных песка, на которых работало 6 рыболовных артелей из 68 человек. Баланс Кугаевского товариществ на 1 мая 1924 г. выразился в сумме 18000 руб.
В 1923 г. в с. Кугаево открыли детские ясли. В 1925 г. в них воспитывалось 22 ребенка.
8 июня 1924 г. в селе Кугаево был посажен сад в память о В.И. Ленине. 
В 1926 г. в селе Кугаево была построена новая школа. В ней работали учительницы А.С. Молодых и А.И. Войцеховская  . 
В Кугаевский сельский совет входило 11 населенных пунктов, в которых находилось 345 хозяйств, проживало 1563 человек
В 1928 г. в селе Кугаево 32 двора, 141 житель, сельский совет, школа и фельдшерский пункт. Пофамильный состав населения: Кугаевские, Суборьевы, Чарковы, Кремлевы, Акуловы. 

## География
Находится примерно в 30 км от Тобольска. Автобусное сообщение. Рядом протекает река Иртыш.

## Население
| 2010 |
| ---- |
| 18   |